# João Peglow
João Gabriel Martins Peglow (* 7. Januar 2002 in Porto Alegre) ist ein brasilianischer Fußballspieler und war brasilianischer Nachwuchsnationalspieler.

## Karriere

### Verein
João Peglow, der in Porto Alegre im europäisch geprägten Süden Brasiliens geboren wurde und als Vorbild den Cristiano Ronaldo angibt, trat als Kind den Jugendmannschaften von Internacional Porto Alegre bei und erhielt im Alter von 16 Jahren seinen ersten Profivertrag. Seine Leistungen bei der U17-Weltmeisterschaft 2019 im eigenen Land führten zum Aufstieg in die Profimannschaft der Porto Alegrenser, woraufhin am 1. Januar 2020 der Vertrag von João Peglow bis 2023 verlängert wurde.
Am 25. Juli 2020 gab er als 18-jähriger beim 1:1 in der Staatsmeisterschaft von Rio Grande do Sul bei CE Bento Gonçalves sein Punktspieldebüt für die Profimannschaft von Internacional Porto Alegre. Peglow kam dann später in der Série A zu 16 Einsätzen (zwei Tore), stand allerdings nur zweimal in der Startelf. Mit Internacional Porto Alegre schied er im brasilianischen Pokal gegen Atlético Mineiro und in der Copa Libertadores gegen die Boca Juniors aus. Im Kalenderjahr 2021 folgten noch vier Pflichtspieleinsätze (drei in der Staatsmeisterschaft sowie eins in der Série A), ehe eine Leihe nach Europa zum FC Porto folgte. João Peglow wurde in der zweiten Mannschaft eingesetzt und er spielte regelmäßig, war allerdings oftmals nur Einwechselspieler.
Zurück in Brasilien, konnte er sich weiterhin nicht nachhaltig in der Profimannschaft von Internacional behaupten. Es folgte schließlich im Wintertransferfenster der Saison 2022/23 ein erneuter Wechsel auf den europäischen Kontinent und erneut auf Leihbasis, dieses Mal in die Ukraine zu SK Dnipro-1. Anschließend folgte 2023 noch eine Leihe zu Sport Recife, bevor Peglow im März 2024 fest von Radomiak Radom verpflichtet wurde.
Ende Januar 2025 wechselte er in die USA, wo er seitdem bei dem MLS-Franchise D. C. United unter Vertrag steht.

### Nationalmannschaft
Während des Turniers im französischen Montaigu lief Peglow für die brasilianische U16-Auswahl auf. Dabei kam er in vier Partien zum Einsatz. Mit der U17-Nationalmannschaft nahm er an der U17-Weltmeisterschaft 2019 im eigenen Land teil und gewann dabei den Titel. Dabei kam Peglow in allen Partien seiner Mannschaft zum Einsatz und erzielte drei Tore. Im September 2019 lief er in drei Spielen für die U18 Brasiliens auf und schoss zwei Tore.